# Rauhenebrach
Rauhenebrach är en kommun i Landkreis Haßberge i Regierungsbezirk Unterfranken i förbundslandet Bayern i Tyskland.
Kommunen bildades 1 juli 1972 genom en sammanslagning av kommunerna Falsbrunn, Fürnbach, Geusfeld, Karbach, Koppenwind, Obersteinbach, Theinheim, Untersteinbach och Wustviel.